# Selección femenina de fútbol de las Islas Turcas y Caicos
La selección femenina de fútbol de las Islas Turcas y Caicos es el equipo nacional de fútbol que representa a Islas Turcas y Caicos en torneos y competencias internacionales femeniles como la Copa de Oro Femenina de la Concacaf. Su organización está a cargo de la Asociación de Fútbol de las Islas Turcas y Caicos, la cual está afiliada a la Concacaf.
No han ganado ningún partido en su historia.
El mejor resultado que han logrado ha sido un 0:0 contra la Selección femenina de Bonaire el 22 de septiembre de 2023 en la clasificación para la Copa de Oro Femenina.

## Estadísticas

### Copa Mundial Femenina de Fútbol
| Edición | Resultado               | Posición                | PJ                      | PG                      | PE                      | PP                      | GF                      | GC                      |
| ------- | ----------------------- | ----------------------- | ----------------------- | ----------------------- | ----------------------- | ----------------------- | ----------------------- | ----------------------- |
| 1991    | No existía la selección | No existía la selección | No existía la selección | No existía la selección | No existía la selección | No existía la selección | No existía la selección | No existía la selección |
| 1995    | No existía la selección | No existía la selección | No existía la selección | No existía la selección | No existía la selección | No existía la selección | No existía la selección | No existía la selección |
| 1999    | No existía la selección | No existía la selección | No existía la selección | No existía la selección | No existía la selección | No existía la selección | No existía la selección | No existía la selección |
| 2003    | No existía la selección | No existía la selección | No existía la selección | No existía la selección | No existía la selección | No existía la selección | No existía la selección | No existía la selección |
| 2007    | No clasificó            | No clasificó            | No clasificó            | No clasificó            | No clasificó            | No clasificó            | No clasificó            | No clasificó            |
| 2011    | No clasificó            | No clasificó            | No clasificó            | No clasificó            | No clasificó            | No clasificó            | No clasificó            | No clasificó            |
| 2015    | No clasificó            | No clasificó            | No clasificó            | No clasificó            | No clasificó            | No clasificó            | No clasificó            | No clasificó            |
| 2019    | Se retiró               | Se retiró               | Se retiró               | Se retiró               | Se retiró               | Se retiró               | Se retiró               | Se retiró               |
| 2023    | No clasificó            | No clasificó            | No clasificó            | No clasificó            | No clasificó            | No clasificó            | No clasificó            | No clasificó            |
| 2027    | Por disputarse          | Por disputarse          | Por disputarse          | Por disputarse          | Por disputarse          | Por disputarse          | Por disputarse          | Por disputarse          |
| Total   | 0/9                     | -                       | -                       | -                       | -                       | -                       | -                       | -                       |

### Campeonato Femenino de la Concacaf
| Edición | Resultado               | Posición                | PJ                      | PG                      | PE                      | PP                      | GF                      | GC                      |
| ------- | ----------------------- | ----------------------- | ----------------------- | ----------------------- | ----------------------- | ----------------------- | ----------------------- | ----------------------- |
| 1991    | No existía la selección | No existía la selección | No existía la selección | No existía la selección | No existía la selección | No existía la selección | No existía la selección | No existía la selección |
| 1993    | No existía la selección | No existía la selección | No existía la selección | No existía la selección | No existía la selección | No existía la selección | No existía la selección | No existía la selección |
| 1994    | No existía la selección | No existía la selección | No existía la selección | No existía la selección | No existía la selección | No existía la selección | No existía la selección | No existía la selección |
| 1998    | No existía la selección | No existía la selección | No existía la selección | No existía la selección | No existía la selección | No existía la selección | No existía la selección | No existía la selección |
| 2000    | No existía la selección | No existía la selección | No existía la selección | No existía la selección | No existía la selección | No existía la selección | No existía la selección | No existía la selección |
| 2002    | No existía la selección | No existía la selección | No existía la selección | No existía la selección | No existía la selección | No existía la selección | No existía la selección | No existía la selección |
| 2006    | No clasificó            | No clasificó            | No clasificó            | No clasificó            | No clasificó            | No clasificó            | No clasificó            | No clasificó            |
| 2010    | No clasificó            | No clasificó            | No clasificó            | No clasificó            | No clasificó            | No clasificó            | No clasificó            | No clasificó            |
| 2014    | No clasificó            | No clasificó            | No clasificó            | No clasificó            | No clasificó            | No clasificó            | No clasificó            | No clasificó            |
| 2018    | Se retiró               | Se retiró               | Se retiró               | Se retiró               | Se retiró               | Se retiró               | Se retiró               | Se retiró               |
| 2022    | No clasificó            | No clasificó            | No clasificó            | No clasificó            | No clasificó            | No clasificó            | No clasificó            | No clasificó            |
| Total   | 0/11                    | -                       | -                       | -                       | -                       | -                       | -                       | -                       |

### Copa Oro Femenina de la Concacaf
| Edición | Resultado    | Posición     | PJ           | PG           | PE           | PP           | GF           | GC           |
| ------- | ------------ | ------------ | ------------ | ------------ | ------------ | ------------ | ------------ | ------------ |
| 2024    | No clasificó | No clasificó | No clasificó | No clasificó | No clasificó | No clasificó | No clasificó | No clasificó |
| Total   | 0/1          | -            | -            | -            | -            | -            | -            | -            |

## Últimos y próximos encuentros
Actualizado al último partido jugado el 4 de diciembre de 2023
| Fecha      | Ciudad         | Local                 | Resultado | Visitante             | Competición                       |
| ---------- | -------------- | --------------------- | --------- | --------------------- | --------------------------------- |
| 20-02-2022 | Providenciales | Islas Turcas y Caicos | 0:7       | Guyana                | Camp. Fem. de la Concacaf de 2022 |
| 23-02-2022 | Managua        | Nicaragua             | 19:0      | Islas Turcas y Caicos | Camp. Fem. de la Concacaf de 2022 |
| 06-04-2022 | Roseau         | Dominica              | 8:1       | Islas Turcas y Caicos | Camp. Fem. de la Concacaf de 2022 |
| 09-04-2022 | Providenciales | Islas Turcas y Caicos | 0:13      | Trinidad y Tobago     | Camp. Fem. de la Concacaf de 2022 |
| 22-09-2023 | Rincón         | Bonaire               | 0:0       | Islas Turcas y Caicos | Clas. Copa Oro Femenina 2024      |
| 25-09-2023 | Providenciales | Islas Turcas y Caicos | 0:5       | Aruba                 | Clas. Copa Oro Femenina 2024      |
| 26-10-2023 | Providenciales | Islas Turcas y Caicos | 0:6       | Belice                | Clas. Copa Oro Femenina 2024      |
| 31-10-2023 | Belmopán       | Belice                | 3:0       | Islas Turcas y Caicos | Clas. Copa Oro Femenina 2024      |
| 30-11-2023 | Oranjestad     | Aruba                 | 8:0       | Islas Turcas y Caicos | Clas. Copa Oro Femenina 2024      |
| 04-12-2023 | Providenciales | Islas Turcas y Caicos | 0:2       | Bonaire               | Clas. Copa Oro Femenina 2024      |